# Louise Hay
Louise L. Hay (8. října 1926 Los Angeles, Kalifornie – 30. srpna 2017) byla americká spisovatelka publikací o osobním růstu. Pořádala a vedla semináře jako motivační kouč, přednášela o metafyzice. Založila nakladatelství Hay House.

## Publikace
- Miluj svůj život (anglicky You Can Heal Your Life)
- Uzdrav své tělo (anglicky Heal your body)
- Uzdrav své tělo od A do Z (anglicky Heal your body A–Z)
- 21 dní mistrovských afirmací
- Mocné myšlenky
- Síla ženy (anglicky Empowering women)
- Myslím, tedy jsem! (anglicky I think, I am!)
- Barvy a čísla (anglicky Colors and numbers)
- Milujte své tělo (anglicky Love Your Body)
- Miluj svůj život - společník a rádce (anglicky You can heal life - companion book)
- Myšlenky srdce
- Pozitivní myšlenky pro každý den (anglicky Everyday positive thinking)
- Vše je tak, jak má být (anglicky All is well)
- Je jen na Vás budete-li mít skvělý život (anglicky You can create an exceptional life)
- Poznejte dobro v sobě (anglicky Experience your good now!)
- Přítomný okamžik (anglicky Present moment)
- Nové tisíciletí (anglicky Millennium 2000)
- Vděčnost
- Síla je ve vás
- Malování budoucnosti
- Limitní situace – Léčba sebeúctou